# Ижболдин, Сергей Геннадьевич
Серге́й Генна́дьевич Ижбо́лдин (22 октября 1971, Пермь — 14 сентября 2008, там же) — советский и российский велогонщик, выступавший в различных шоссейных и трековых дисциплинах в середине 1980-х — конце 1990-х годов. Многократный чемпион всесоюзных и всероссийских первенств, участник многих престижных гонок, мастер спорта международного класса. Также известен как спортивный функционер, технический директор компании «Форвард».

## Биография
Сергей Ижболдин родился 22 октября 1971 года в Перми. Активно заниматься велоспортом начал в раннем детстве, проходил подготовку в местном спортклубе «Политехник» под руководством собственного отца Геннадия Петровича Ижболдина, старшего тренера областного совета спортивного общества «Буревестник».
За свою длительную спортивную карьеру дважды становился чемпионом СССР и пять раз чемпионом России, участвовал в шоссейных многодневных гонках в Италии, Франции, Чили, Аргентине, Словении. За выдающиеся спортивные достижения на треке и на шоссе удостоен звания мастера спорта международного класса. Продолжал выступать вплоть до конца 1990-х годов, так, на всероссийском первенстве 1998 года, прошедшем на велотреке в «Крылатском», выиграл бронзовую медаль в командной гонке преследования, а также две серебряные — в парном преследовании и парной групповой гонке с промежуточными финишами.
Помимо выступлений в соревнованиях, Ижболдин занимался популяризацией велосипедного спорта в Пермском крае, работал тренером и механиком в велосекции Пермского политехнического института, позже занимал должность вице-президента Пермской краевой федерации велосипедного спорта, организовывал первые в Перми гонки по маунтинбайку. В середине 2000-х годов стал техническим директором и руководителем отдела IBD в компании «Стефи-Вело», принимал непосредственное участие в конструировании рам для популярных российских брендов Forward и Format.
14 сентября 2008 года Сергей Ижболдин вместе с генеральным директором «Стефи-Вело» Александром Игнатьевым возвращался с прошедшей в Германии международной выставки Eurobike и погиб в авиакатастрофе. Похоронен 22 октября на Южном кладбище в Перми. Ежегодно в городских соревнованиях по велоспорту вручаются призы памяти Сергея Ижболдина.